# Эметуллах Кадын-эфенди
Эметулла́х Кады́н-эфе́нди (тур. Emetullah Kadın Efendi), также Умметулла́х Бану́ Кады́н-эфе́нди (тур. Ümmetullah Banu Kadın Efendi) и Умметулла́х Кады́н-эфе́нди (тур. Ümmetullah Kadın Efendi); до 1690—1739/1740, Стамбул) — наложница османского султана Ахмеда III с титулом башкадын-эфенди и мать его старшей дочери Фатьмы-султан.

## Биография
О происхождении и точной дате рождения Эметуллах ничего неизвестно, однако согласно турецкому историку Недждету Сакаоглу, она родилась до 1690 года. В гаремных документах Эметуллах обозначена как «дочь Абдюльменнана», что говорит о том, что она попала во дворец в качестве рабыни и позднее приняла ислам.
Сакаоглу и турецкий историк Чагатай Улучай писали, что Эметуллах была главной женой Ахмеда III — башкадын-эфенди, однако османский историк Сюрея Мехмед-бей называл её главной хасеки. Сакаоглу писал, что Улучай, ссылаясь на дворцовые архивы, указывал, что титул главной жены Эметуллах получила в 1703 году — сразу по восшествии Ахмеда III на османский трон. Улучай, описывая башкадын Ахмеда как благожелательную, вдумчивую женщину, отмечал, что султан любил и уважал Эметуллах больше других своих жён.
Сакаоглу и Улучай указывали, что год спустя она родила султану его первого ребёнка — дочь Фатьму-султан; об этом свидетельствует надпись на могиле башкадын-эфенди. Однако Сюрея и османист Энтони Олдерсон называли матерью Фатьмы-султан другую жену Ахмеда III — Айше Бехри Кадын-эфенди.
О жизни Эметуллах в правление Ахмеда III никаких данных нет, кроме рождения ею ребёнка и занятий благотворительностью.
В 1730 году султан Ахмед III был свергнут в результате восстания Патрона Халиля, завершившего блистательную Эпоху тюльпанов, на которую пришлась большая часть жизни Эметуллах. Согласно дворцовым документам, во время восстания у Эметуллах были конфискованы два кольца с крупными бриллиантами и другие украшения, а также всё ценное имущество башкадын, а сама она была выслана в Старый дворец, где и окончила свои дни. По словам Сакаоглу, согласно надписи на её могиле, Эметуллах скончалась в 1152 году по хиджре, что соответствует 1739/1740 годам по григорианскому календарю. Улучай же писал, что дата смерти Эметуллах неизвестна, но, возможно, она скончалась в том же году, что и её дочь Фатьма.
Согласно Улучаю и другим источникам, Эметуллах Кадын-эфенди была похоронена в ногах могилы кипрского завоевателя Лала Мустафы-паши в Эюпе, однако Сакаоглу опровергает эти слухи, указывая о погребении башкадын «рядом с могилой Небхерф-кадын, учительницы из гарема Ахмеда, и недалеко от могилы главного муэдзина Абдулганфа».

## Благотворительность
Согласно архивным документам, в 1707 году султан в качестве пашмаклыка передал Эметуллах пекарню в Галате, старый монетный двор и земли вокруг него, а также гостиницу Симкешхане в квартале Баязид. Помимо 7 комнат, отведенных для попечителей Симкешхане, в гостинице имелось 157 комнат на двух этажах, а также 29 магазинов снаружи гостиницы.
На доход от этого пашмаклыка рядом с гостиницей по поручению Эметуллах были выстроены малая мечеть (месджид), мектеб, питьевой фонтан (себиль) и декоративный фонтан (чешме). Работу и поддержание порядка в 7 магазинах и 115 комнатах обеспечивал вакф Эметуллах. В уставе вакфа также выделялись средства для обучения 50 детей в мектебе, а также средства на уголь в зимнее время и питьевую воду. Из средств вакфа оплачивалось вознаграждение для 40 домовладельцев, обслуживавших Масджид ан-Набави. Мектеб при Симкешхане на Трамвайной улице в Баязиде в последний раз ремонтировался примерно в 1910 году; к этому моменту обучением детей занимались два учителя, дававшие базовое образование в среднем 35 ученикам. Сооружения, построенные Эметуллах были снесены в 1956 году при расширении улицы, ведущей к площади Беязыт и району Аксарай.
Эметуллах была инициатором строительства фонтана (чешме) близ мечетей Аязма́ и Имрахор в Ускюдаре. Османский поэт Ахмед Недим в своих стихах датирует строительство этого фонтана 1728 годом (1141 по хиджре) и пишет, что башкадын сделала благое дело, однако имени её не упоминает.

## Комментарии
1. ↑  Османист Энтони Олдерсон указывает первым ребёнком Ахмеда III шехзаде Мехмеда (1 марта 1697 — 3 июня 1703), не указывая кто был его матерью[4].
2. ↑  Иззет Кумбараджилар в своём труде «Фонтаны Стамбула» отмечал, что на сибиле имеется надпись: «Этот фонтан и школа построены Башкадын в 1119 году»; Кумбараджилар определил, что башкадын здесь это жена Мехмеда IV и мать Ахмеда III Эметуллах Рабиа Гюльнуш-султан, однако она в 1707 году, соответствующему 1119 году по хиджре, носила титул валиде-султан, а башкадын была именно Эметуллах[2].